# Tápióbicske
Tápióbicske là một thị trấn thuộc hạt Pest, Hungary. Thị trấn này có diện tích 48,48 km², dân số năm 2010 là 3495 người, mật độ 72 người/km².